# بول غالاغر (أسقف)
بول غالاغر (بالإنجليزية: Paul Gallagher) (و. 1954  م) هو كاهن كاثوليكي، ودبلوماسي بريطاني، ولد في ليفربول.

## مناصب
تولى منصب رئيس الاساقفة
- أسقف كاثوليكي.

## التعليم
تعلم في الأكاديمية الكنسية البابوية ‏.

## جوائز
حصل على جوائز منها:
- نيشان الاستحقاق للجمهورية الإيطالية من رتبة الصليب الأعظم (18 أبريل 2015).[3]